# Hinder
Hinder es una banda de post-grunge proveniente de Oklahoma, Estados Unidos. Fue formada en el año 2001 por el baterista Cody Hanson, el guitarrista Joe ‘Blower’ Garvey, y el vocalista Austin Winkler. Lanzaron su primer LP titulado «Far From Close» en una discográfica independiente, Brickden Records, a través de la cual se vendieron 5.000 copias.
Los tres miembros comenzaron a trabajar en un nuevo material en 2004 y enviaron maquetas a diferentes agentes con vistas a su próximo lanzamiento. Estas demos llamaron la atención de grandes sellos discográficos.
Hinder entró en la escena del rock con el sencillo debut «Get Stoned». La banda dio una gira en apoyo a su álbum «Extreme Behavior». El segundo sencillo de la banda, «Lips of an Angel», ocupó una posición aún mejor, situándose en el lugar #1, y ganando la atención internacional. «Lips of an Angel» ha sido versionada por el artista de country Jack Ingram.
El tercer sencillo de la banda de su álbum debut es «How Long». El cuarto sencillo fue «Better Than Me» y el quinto es «Homecoming Queen».
Actualmente, Austin Winkler ya no forma parte de la Banda, hecho que se puede comprobar en la cuenta de Facebook.

## Historia

### Primeros comienzos
Antes de comenzar Hinder, Winkler (n. 25 de octubre de 1981) tocaba en una banda de versiones. Luego formó Hinder con Cody Hanson. Acerca éxito de la banda, Winkler y Hanson escribieron su canción "Lips of an Angel ", con el productor musical Brian Howes, que alcanzó el # 3 en Billboard Hot 100. Winkler continúa escribiendo la mayor parte de la música de la banda con Brian Howes y Cody Hanson. 
En abril de 2003, antes de hacer algo grande, Hinder participó en el concurso Bandness de marzo para la estación de radio de la ciudad de Oklahoma KHBZ-FM (94.7). Llegaron a la Final Four de un campo de treinta y dos, en última instancia, al perder el grupo OKC Falcon Five-O. 
Lanzaron su primer EP tituladoLejos de cercaen 2003 en un sello discográfico independiente, Documentos Brickden. Se vendieron unos 5.000 ejemplares. Los tres miembros de entonces comenzaron a trabajar en material nuevo en 2004 para su próximo lanzamiento independiente. Estas demostraciones llamaron la atención de varios sellos discográficos importantes.

### Extreme Behavior: 2005-2008
Después de haber recibido ofertas de contratos discográficos por parte de Atlántico, Roadrunner y Universal Records, Hinder firmó con Universal Records en 2005. Con Brian Howes quien escribía y producía el álbum Extreme Behavior. 
Hinder entró en la escena del rock con su sencillo debut "Get Stoned." La banda realizó una gira para promocionar su álbum Extreme Behavior. El segundo sencillo, "Lips of an Angel," obtuvo mejores resultados en las listas, alcanzando el número 1 en varias de ellas, y llamó la atención internacional. El que fue el tercer sencillo de la banda, " ¿Cuánto tiempo?" sigue sonando en varias emisoras de radio en todos los EE. UU.
Tema Behavior Extreme "Shoulda" fue originalmente escrito y grabado por la banda canadiense de Código Social para su añoAAt the Movies álbum, pero fue eliminado al finalizar el álbum. Del Código Social, sin embargo, interpretar la canción varias veces, incluso en The Mod Club en Toronto, Ontario el 24 de mayo de 2007, bajo el nombre Shoulda Woulda Coulda Hinder reescribió partes de la canción para adaptarse a su sonido y estilo, y decidió utilizarla en el álbum. 
Como regalo de Navidad a su club de fanes, el Ejército de Hinder, la banda grabó su versión de la canción de dominio público "A Little Drummer Boy" y la publicó en su página web Fanclub. 
En 2006, la canción Lips of an Angel entró en las listas de Nueva Zelandia y se mantuvo en ellas durante 41 semanas, con 2 semanas en el número 1. 
Su segunda canción que se estrenó en Nueva Zelanda fue Better Than Me, que no tuvo tanto éxito en las listas de NZ: solo duró 3 semanas y el puesto más alto que alcanzó fue el número 16. 
En octubre de 2007, Hinder lanzó su edición limitada CD / DVD deExtreme BehaviorderechoYou Can't Make This Shit Up. 
El 21 de diciembre de 2007 Winkler fue arrestado en Jonesboro, Arkansas bajo la sospecha de DUI después de salir de su fiesta de compromiso.

### Take it to the Limit: 2008-2009
Fue el primer sencillo producido por la banda americana, posteriormente sacaron al mercado su segundo disco "Use Me", el cual fue lanzado el 15 de julio de 2008, y alcanzó el #3 en los EE. UU. Mainstream Rock Tracks. El nuevo álbum, Take it to the Limit , fue lanzado el 4 de noviembre de 2008 y marcó un cambio de estilo en la música de la banda. En este cambio adquirieron una dirección de influencia ligeramente más 80's Rock . Lanzaron la segunda canción de su página de MySpace las empresas el 13 de septiembre de 2008, llamado "Without You". Take it to the Limitdebutó en el #4 en elBillboard200 con 81.000 ventas en su primera semana, superando a las de su álbum de debut, que fue #6 en 2005. En 2010 superan expectativas con nuevas canciones como All amerian nightmare .
A finales de 2008, Hinder encabezó la Jägermeister Music Tour con Trapt y Rev Theory también en el proyecto de ley. 
Winkler y Jami Miller (actriz y modelo) se casaron en Maui, Hawái, el 30 de julio de 2008. Él conoció a Miller durante el rodaje del vídeo musical de "Born to Be Wild". Fue uno de los bailarines en el vídeo. La portada del "Born to Be Wild" fue hecho para carreras de NASCAR. 
A principios de 2009 Hinder se embarcó en Mötley Crüe s Saints of Los Angeles gira que también incluye Theory of a Deadman y los ganadores del concurso de Guitar Center The Last Vegas. 
En julio, Hinder se embarcó en Nickelback s Dark Horse Tour, que se desarrolló en Live Nation anfiteatros al aire libre con Nickelback, Papa Roach, y La economía Abel.

### All American Nightmare: 2010-2011
Durante principios de 2010, la banda se dedicaba a material de composición y grabación de su tercer álbum, titulado All American Nightmare. El álbum fue lanzado el 7 de diciembre de 2010, con la primera, la canción que da título individual, puesto en libertad en 14 de septiembre de 2010. Aunque el álbum fue planeado originalmente para ser producido por Howard Benson, Kevin Churko se anunció que más tarde sería el productor. 
Winkler dijo que el grupo comenzó la grabación durante el ciclo de giras de Take It To The Limit. "Escribimos 70 o más canciones, grabadas aproximadamente 50 y cortarlo a 12", explicó la cantante. "Es algo que nunca hemos hecho antes, así que es como nuestro bebé final. Muchas de las [otras] canciones podría ser una mierda, también, que no sabemos. En realidad, no se sabe hasta que lo puso ahí y tienen opinión de más de dos personas en él. "Tanto él como baterista Cody Hanson mencionó la canción" memoria "como uno que era un fuerte contendiente para el corte final. "Se trata de estar con tu chica - la chica que has estado por un tiempo, no una chica que he conocido en el camino - y de ser capaz de tener todavía un buen rato con su esposa o novia de mucho tiempo" dijo Hanson. "He estado en una relación a mí mismo durante nueve años, así que fue genial para escribir una canción así." 

### Welcome to the Freakshowy partida de Austin Winkler: 2012-2013
El 9 de agosto de 2012, Hinder anunció a través de Facebook y Twitter que su entonces nuevo álbum se titularía Welcome to the Freakshow. Fue lanzado el 4 de diciembre de 2012. Hinder lanzó su primer sencillo, "Save Me", el 30 de agosto 
Hinder anunció la gira Bare Bones para apoyar el álbum a finales de otoño de 2012.
El 10 de julio de 2013 se anunció que el cantante Austin Winkler había entrado en rehabilitación, y no estaría de gira con la banda para el resto de las fechas de sus conciertos de verano. Mariscal Dutton, quien ha llenado de la banda en el pasado, fue contratado para completar la voz hasta que Jared Weeks, exvocalista de Saving Abel, fue reclutado para reemplazar Winkler para 2013 tengamos conciertos de la banda. 
El 20 de noviembre de 2013, se anunció a través de Loudwire que la banda había roto relaciones con su cantante Austin Winkler, citando que no había ninguna animosidad hacia él, solo sentía que era hora de seguir adelante.

### When the Smoke Clears: 2014-2015
Después de terminar la gira con Jared Weeks, la banda entró en un largo período de inactividad.
El 7 de julio de 2014, la banda publicó un video en sus sitios de medios sociales pidiendo disculpas a los fanes por su inactividad y para anunciar que habían estado escribiendo nuevas canciones para el nuevo álbum durante la búsqueda de un nuevo cantante. También anunciaron una serie de shows en todo el resto del verano. A pesar de que nunca se anunció oficialmente, la banda tocó sus espectáculos con la cantante con sede en Nashville Nolan Neal como el líder.
El 9 de diciembre de 2014 Hinder anunció oficialmente su nuevo álbum, y que se titula When the Smoke Clears. El álbum fue lanzado en la primavera de 2015.
Su quinto álbum de estudio Cuando se disipe el humo fue lanzado 12 de mayo de 2015 como estaba previsto, por lo que es su primer álbum de estudio sin Austin Winkler en las voces.
La banda se fue de gira en apoyo de su nuevo álbum a partir de marzo de 2015, que hicieron una gira de verano en apoyo de When the Smoke Clears con la banda Full Devil Jacket apertura para ellos.
El 13 de octubre de 2015 la banda anunció una gira de otoño 2015 con la banda basada Charlotte "un curso de acción" apoyándolos.

### The Reign: 2016-presente
Después de tocar un espectáculo en el escenario "Ziggy de By The Sea" en Wilmington, Carolina del Norte el grupo hizo una entrevista con The Baltimore Sun y habló sobre el lugar de la banda a lo largo del pasado año, mientras que la nueva vocalista Marshal Dutton bloqueado toda la odiar y ajustado a ser las bandas llevan cantante. El grupo dijo que el cambio de cantantes era un debe suceder para que la banda para mantener vivo el grupo, sus comentarios fueron.
"Realmente había llegado a un punto en que no se divierten más y temiendo estar fuera en el camino en la situación pasada". "Ahora, el temperamento de la banda es grande, y que parece dar una ventaja a la escritura y el proceso creativo. Cuando todo el mundo se siente bien y todo el mundo disfruta de la compañía de todo el mundo, es muy fácil escribir canciones".
También se ha anunciado durante la entrevista con The Baltimore Sun, la banda confirmó el grupo lanzará un EP acústico aún sin título y un álbum completo de estudio de longitud con todo el material nuevo y original, están programados los proyectos para ser lanzado este año.
La banda lanzada su EP llamado Stripped que se lanzada en 13 de mayo de 2016.
La banda lanzó el primer sencillo de su próximo sexto álbum de estudio titulado "Remember Me" a través de Loudwire el 19 de abril de 2017. El sencillo fue lanzado el 28 de abril de 2017.
El 12 de junio de 2017, la banda finalmente anunció el título de su sexto álbum de estudio, The Reign, que se lanzó el 11 de agosto de 2017.

## Tours
- Extreme Behavior Tour
- Girls Gone Wild Tour (w / Rev Theory)
- Bad Boys of Rock Tour (w / Buckcherry, Papa Roach, y Rev Theory)
- 2008 Summer Tour (w / 3 Doors Down)
- Jagermeister Music Tour (w / La Trampa y Rev Theory)
- Take It To The Tour límite de invierno (parte de Mötley Crüe s Saints of Los Angeles Tour / w de Mötley Crüe, Theory of a Deadman y The Last Vegas)
- Take It To The Limit Spring Tour (w / Theory Of A Deadman, Negro Stone Cherry y La Unión Veer)
- Take It To The Limit gira de verano (parte de la Nickelback s Dark Horse Tour / w Nickelback, Papa Roach y Saving Abel)

## Prácticas de conciertos
En una entrevista con NXFM, Hinder afirmó que enviarían exploradores a la multitud en sus conciertos y le regalarían pases vip a las mujeres guapas. También han sido conocidos por las mujeres atractivas que han vestido en ropa interior y por viajar por la multitud mientras están en el escenario tocando.

## Miembros
Miembros actuales
- Marshal Dutton - voz (2015-presente)
- Joe Garvey  - guitarra (2001-presente)
- Mark King - guitarra rítmica (2003-presente)
- Mike Rodden - bajo (2003-presente)
- Cody Hanson - batería (2001-presente)

Miembros anteriores
- Austin Winkler - Voz (2001-2013)
- Cole Parker - bajo (2001-2003)

## Discografía
Álbumes de estudio
- Extreme Behavior (2005)
- Take It to the Limit (2008)
- All American Nightmare (2010)
- Welcome to the Freakshow (2012)
- When the Smoke Clears (2015)
- The Reign (2017)